# リボリータ
リボリータ（イタリア語: Ribollita）は、イタリア・トスカーナ地方にて冬季によく食べられている伝統的スープ料理。余った野菜、豆、硬くなったパンを煮込んだ料理である。
料理名は、「煮込む」「茹でる」「沸騰」という意味の「bollita」に「再び」を意味する「ri」を接頭語にした語句である。
元来は余りものを再利用する家庭料理であるため、定まった食材や調理法はない。また、かつては生の葉タマネギを添えていたが、現代ではほとんど添えられることはない。
日本では電子レンジで加熱してパンにかけて食べる「リボリータ」が2004年にエスビー食品から発売され、トマト味、コンソメ味、クリーム味のバリエーションで商品展開が行われた。 